# Elena Jesse
Elena Jesse (* 18. Februar 1993 in Stuttgart) ist eine deutsche Schauspielerin. Sie ist die Tochter des Politikers Rolf Gaßmann. Ihre Cousine ist Jasmin Lord.
Sie ist seit 2004 als Schauspielerin tätig und arbeitet überwiegend an Fernsehproduktionen mit. Außerdem studiert sie an der Universität Passau European Studies.

## Filmografie (Auswahl)
- 2003–2004: fabrixx (Fernsehserie)
- 2007: Tatort – Bienzle und sein schwerster Fall
- 2010: Lys
- 2010: SOKO Stuttgart (Fernsehserie, Folge Killesberg-Baby)
- 2011: Fuchs und Gans
- 2011: Grimmsberg (Fernsehserie)
- 2013–2018: Die Kirche bleibt im Dorf (Fernsehserie)
- 2019: Es bleibt in der Familie (Fernsehfilm)
- 2019: Dr. Klein (Fernsehserie, Folge Unter Verdacht)
- 2019: Das Menschenmögliche (Fernsehfilm)